# 1524 en littérature
| Années de la littérature : 1521 - 1522 - 1523 - 1524 - 1525 - 1526 - 1527    |
| Décennies de la littérature : 1490 - 1500 - 1510 - 1520 - 1530 - 1540 - 1550 |

Cet article présente les faits marquants de l'année 1524 en littérature.

## Parutions
- 25 avril : la première édition des Mémoires de Philippe de Commynes est imprimée à Paris pour le compte de Galliot du Pré, qui a obtenu pour cette publication un privilège délivré le 3 février[1].

- Septembre : De libero arbitrio diatribe sive collatio (en) (« Essai sur le libre arbitre ») d’Érasme, parait chez Froben à Bâle ; il attaque Luther sur le thème du libre arbitre dont Luther niait l’existence[2].

- Cosmographicus liber (« Cosmographie ») d'Apian, est publié à Landshut chez Johann Weissenburger. Elle montre les mouvements célestes[3].

## Naissances
- 23 août : François Hotman, écrivain et avocat français († 1590).
- 1er septembre : Pierre de Ronsard, poète français († 1585).
- Vers 1524 : Louise Labé, poétesse française († 1566).